# 布查車站
布查（羅馬化：Bucha）是一座位於烏克蘭基輔州布查的鐵路車站，於1901年啟用。現今原有的車站依舊使用中，這座建築裝飾著幾座尖塔，使其看起來像一座小宮殿。
布查市因鐵路的建設而興起。最初鐵路的建設是在軍方的堅持下開始的。